# Abiyé (ville)
Pour les articles homonymes, voir Abiyé.
Abiyé, en anglais : Abyei, est une ville sud-soudanaise, située dans la région d'Abiyé, au Soudan du Sud. La souveraineté de ce territoire, dont le statut juridique reste indéterminé, est actuellement disputée par le Soudan et le Soudan du Sud.

## Histoire

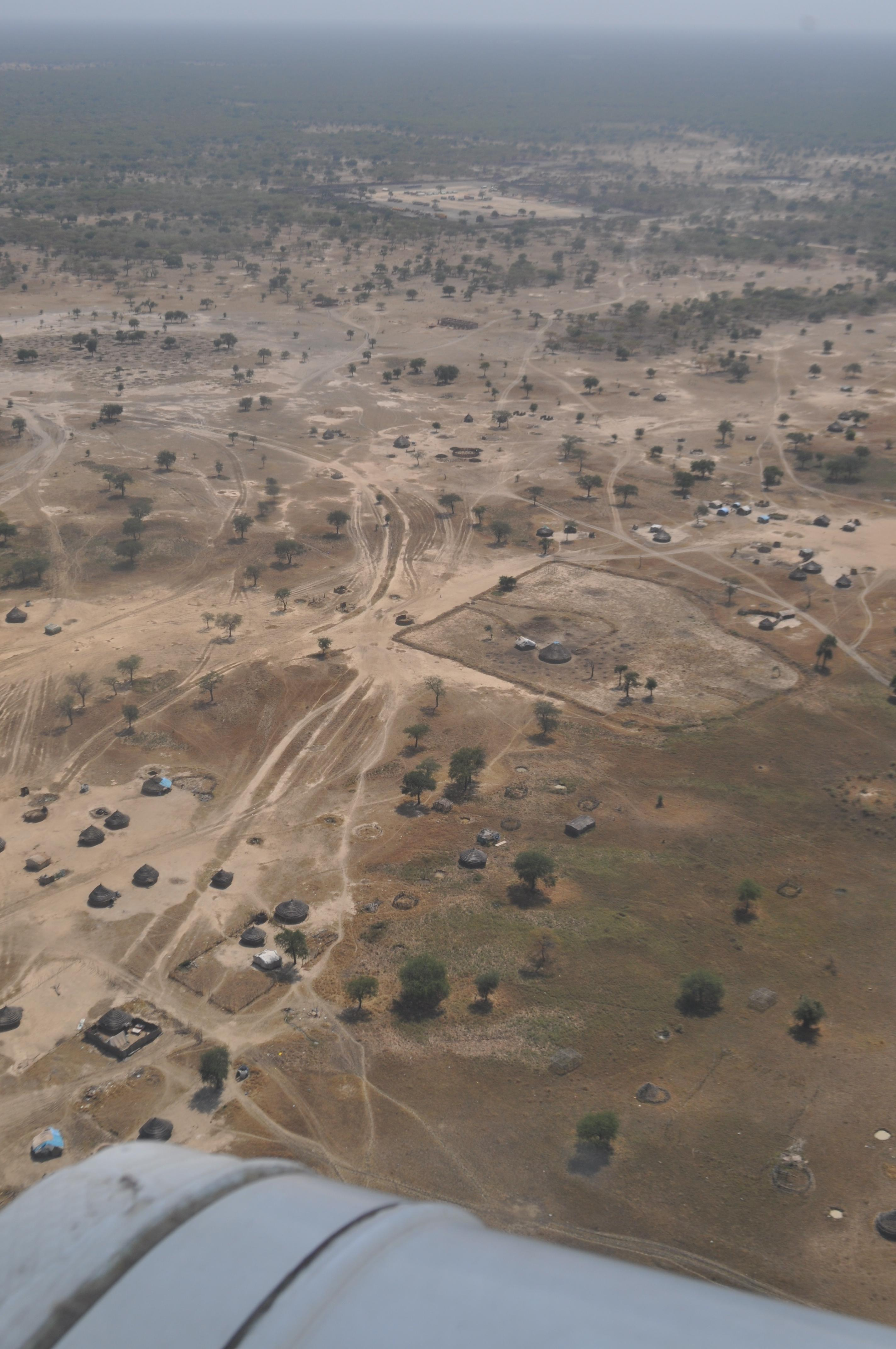
Vue aérienne de la ville d'Abeyi

### Référendum de 2011
Le 22 mai 2011, la ville d'Abiyé a été attaquée par les autorités soudanaises (SAF), afin d'en reprendre le contrôle. Les violents combats, ainsi que les pillages et la destruction des infrastructures ont contraint des milliers de ses habitants à fuir vers le sud du pays. La France, les États-Unis et l'ONU condamnent cette attaque et exigent le retrait des forces nordistes,.